# Дакійські укріплення в горах Орештіє
Дакійські укріплення в горах Орештіє (рум. Fortăreţe dacice din Munţii Orăştiei) — об'єкт Світової спадщини в Румунії, руїни 6 укріплень, побудованих даками з великих кам'яних блоків (стиль murus dacicus) в I столітті до н. е. — I столітті н. е. для захисту від римлян.
Включені в список Всесвітньої спадщини в 1999 році. Розташовані в румунських повітах Хунедоара та Алба .
- Сармізегетуза (рум. Sarmizegetusa) — 45°37′23″ пн. ш. 23°18′43″ сх. д. / 45.62306° пн. ш. 23.31194° сх. д.
- Костешть-Четатуіє (рум. Costesti-Cetatuie) — 45°41′34″ пн. ш. 23°08′47″ сх. д. / 45.69278° пн. ш. 23.14639° сх. д.
- Костешть-Блідару (рум. Costesti-Blidaru) — 45°40′00″ пн. ш. 23°09′47″ сх. д. / 45.66667° пн. ш. 23.16306° сх. д.
- Лункань-П'ятра Рошіе (рум. Luncani-Piatra Rosie) — 45°36′11″ пн. ш. 23°09′00″ сх. д. / 45.60306° пн. ш. 23.15000° сх. д.
- Баніта (рум. Banita) — 45°28′00″ пн. ш. 23°13′00″ сх. д. / 45.46667° пн. ш. 23.21667° сх. д.
- Капилна (рум. Capâlna) — 45°48′00″ пн. ш. 23°36′00″ сх. д. / 45.80000° пн. ш. 23.60000° сх. д.

## Галерея

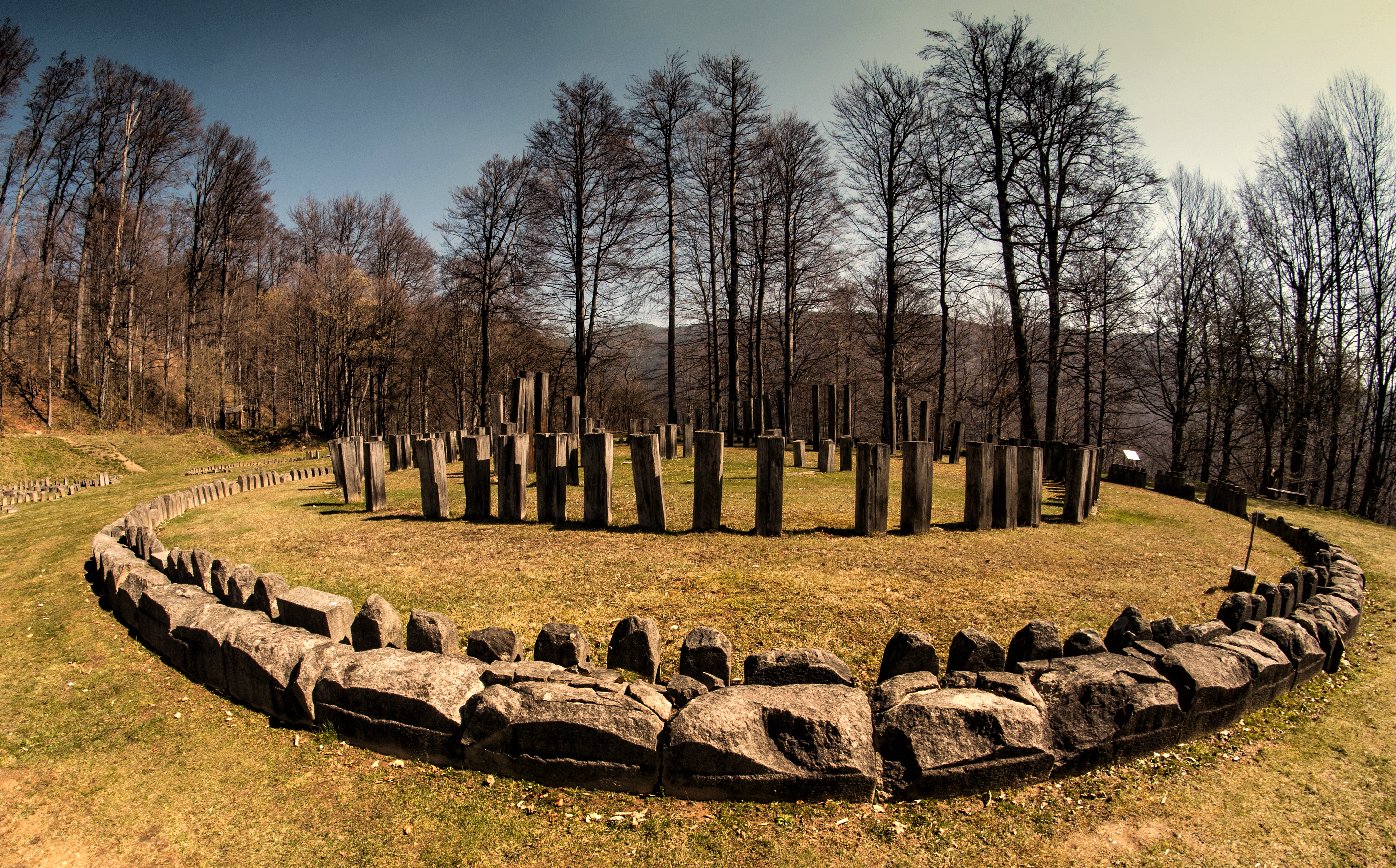
Сармізегетуза Реґіа
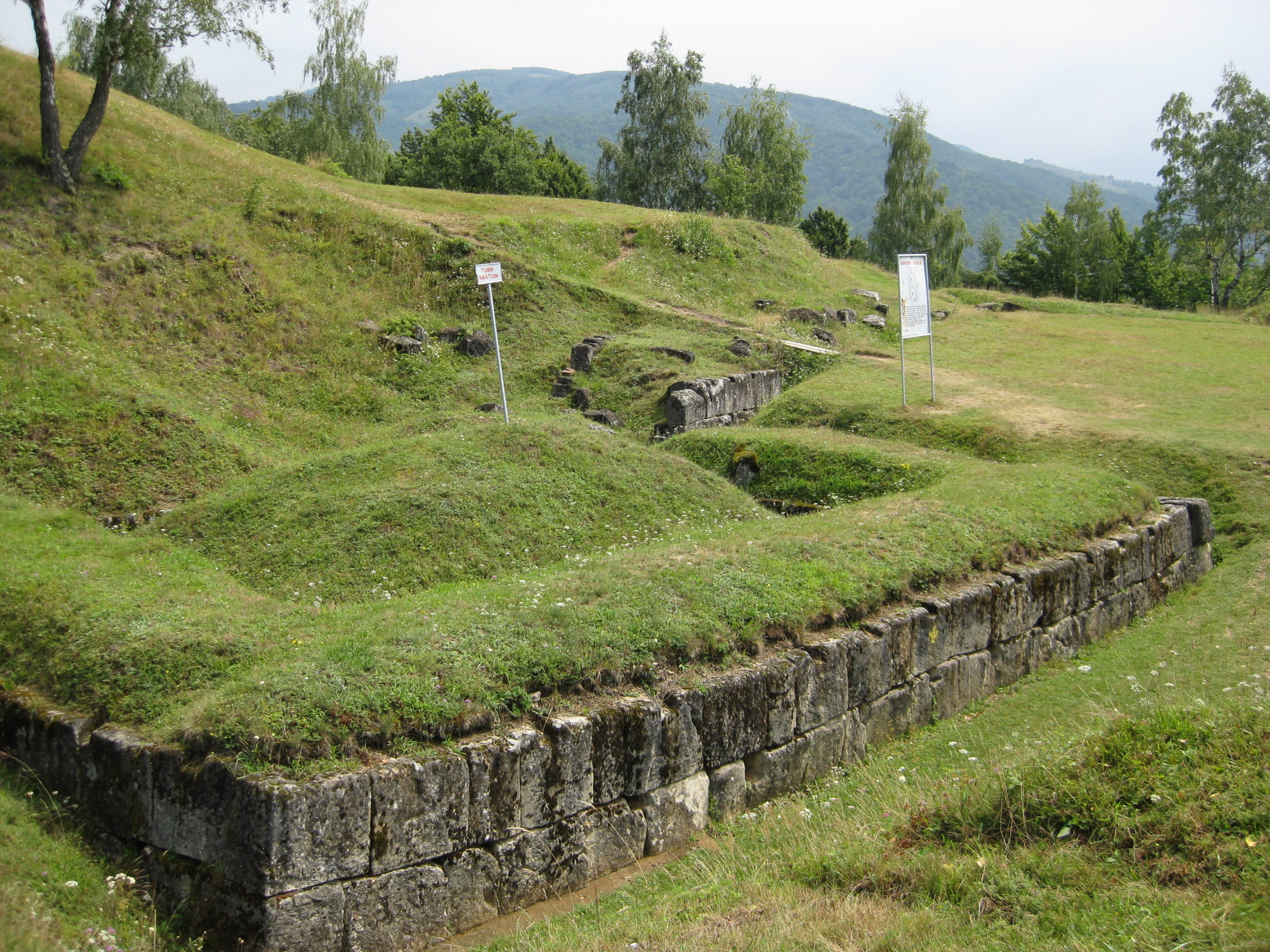
Дакійска фортеця Костешть
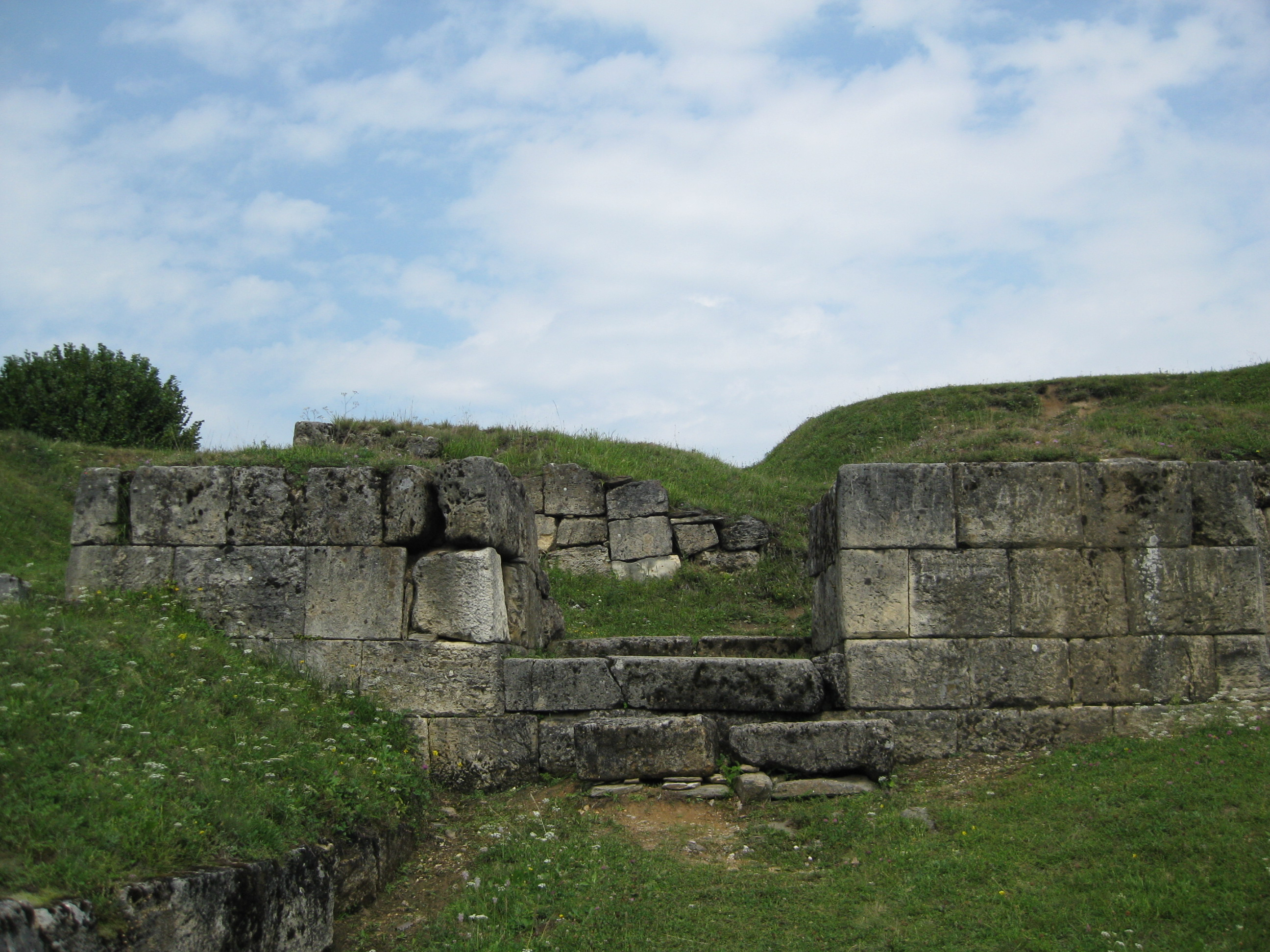
Фортеця Блідару
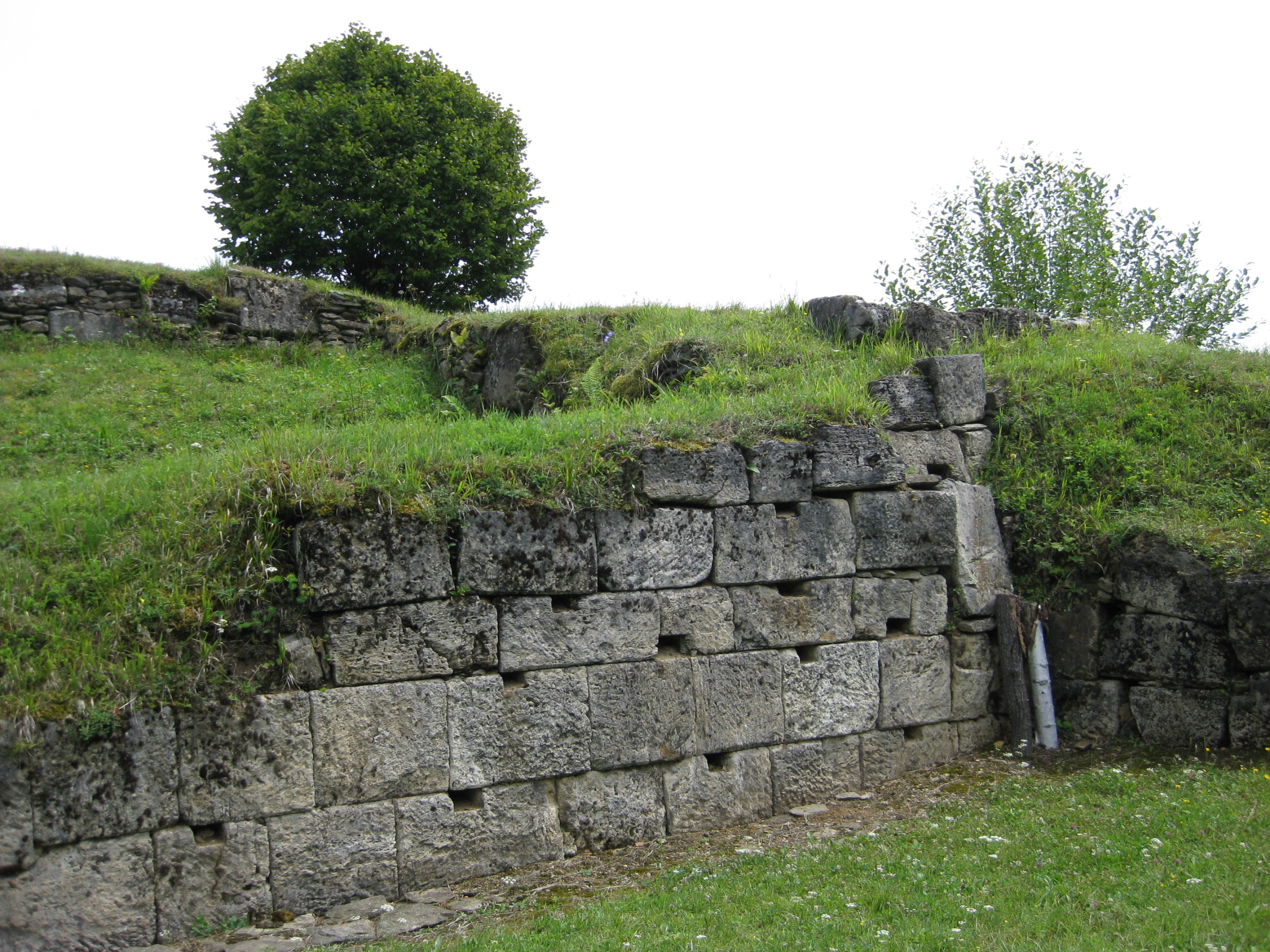
Фортеця Блідару
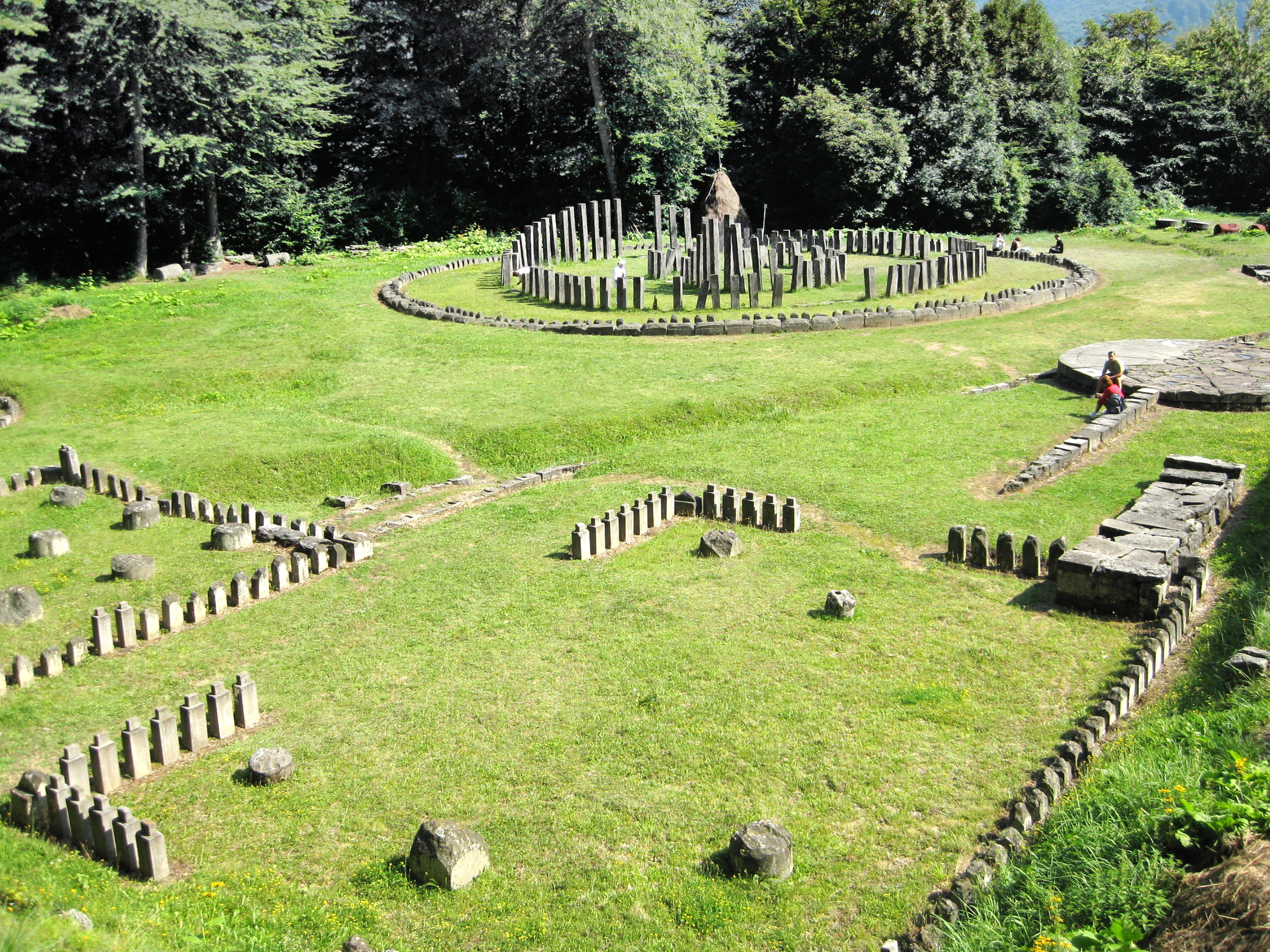
Святилище Сармизегетузи
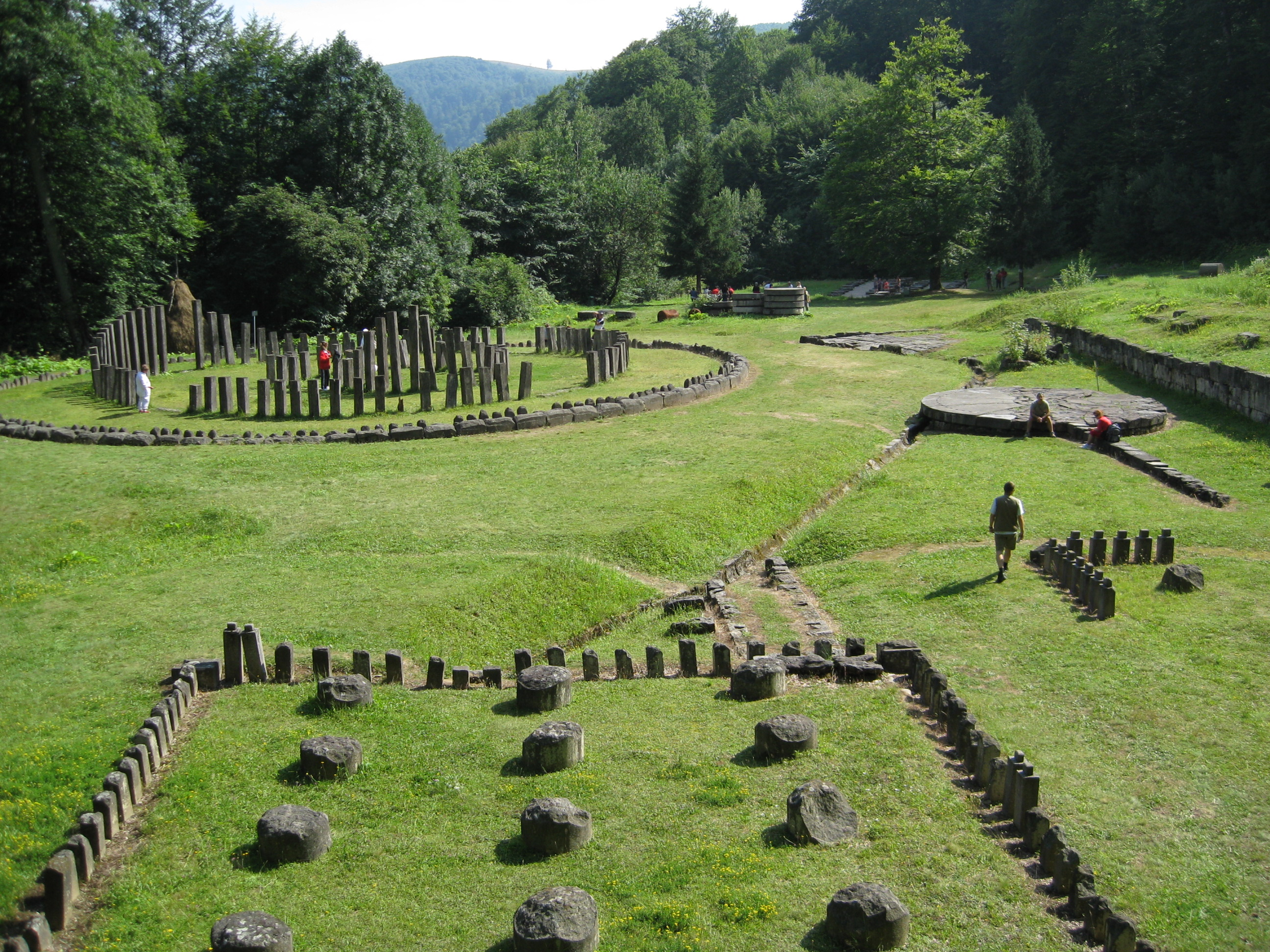
Андезітове святилище, Сармизегетуза
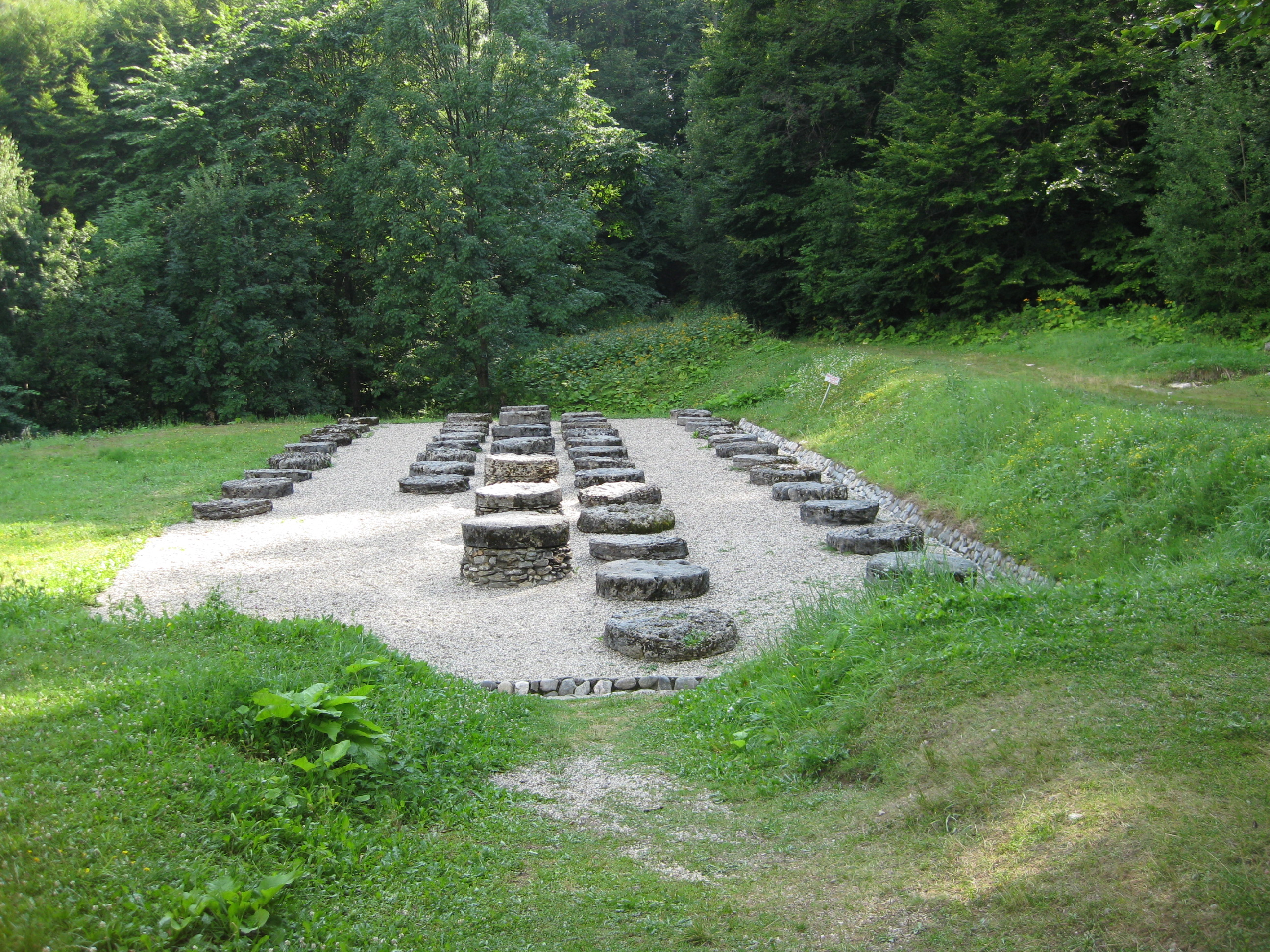
Велике вапнякове святилище, Сармизегетуза
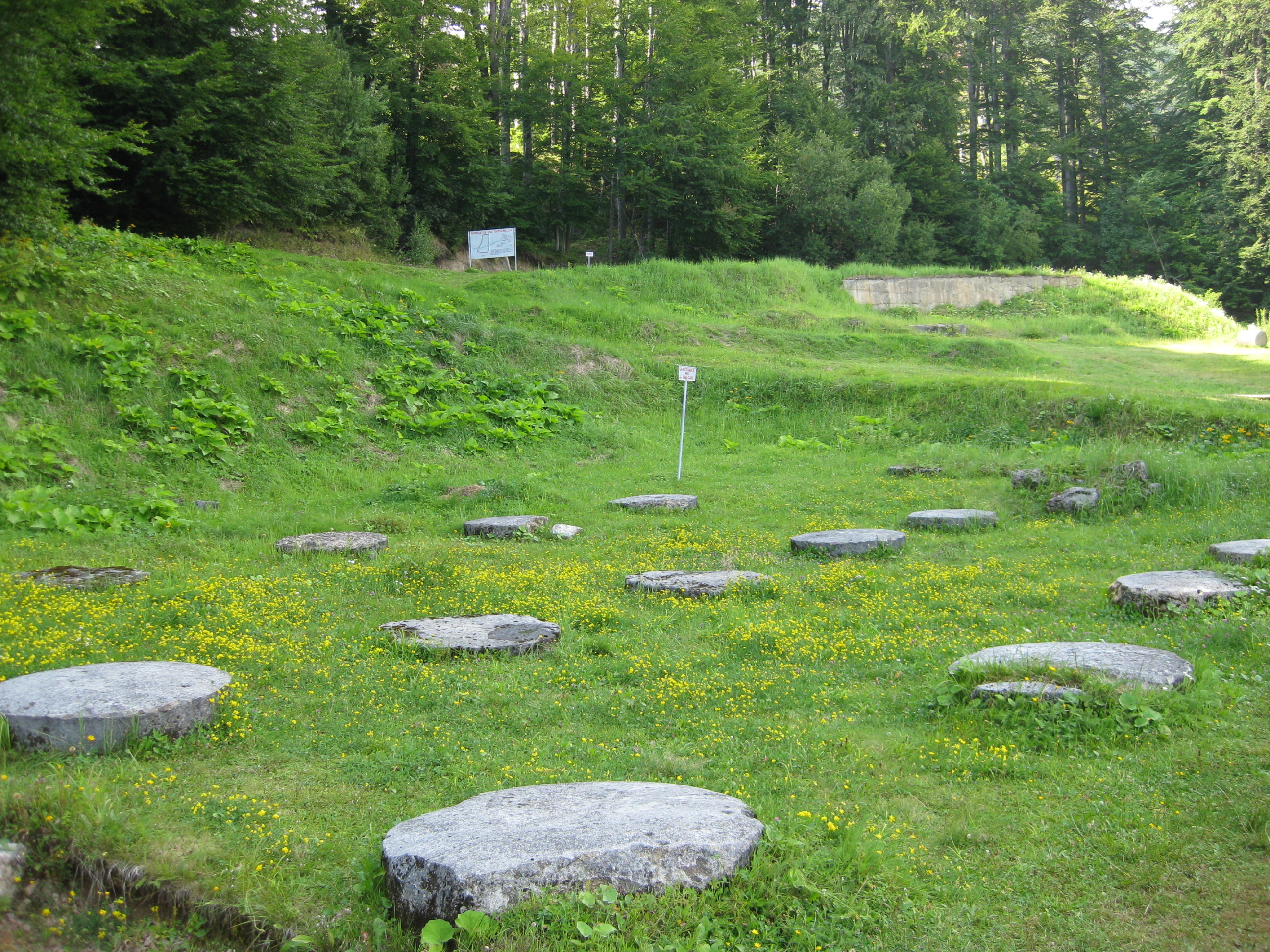
Мале вапнякове святилище, Сармизегетуза
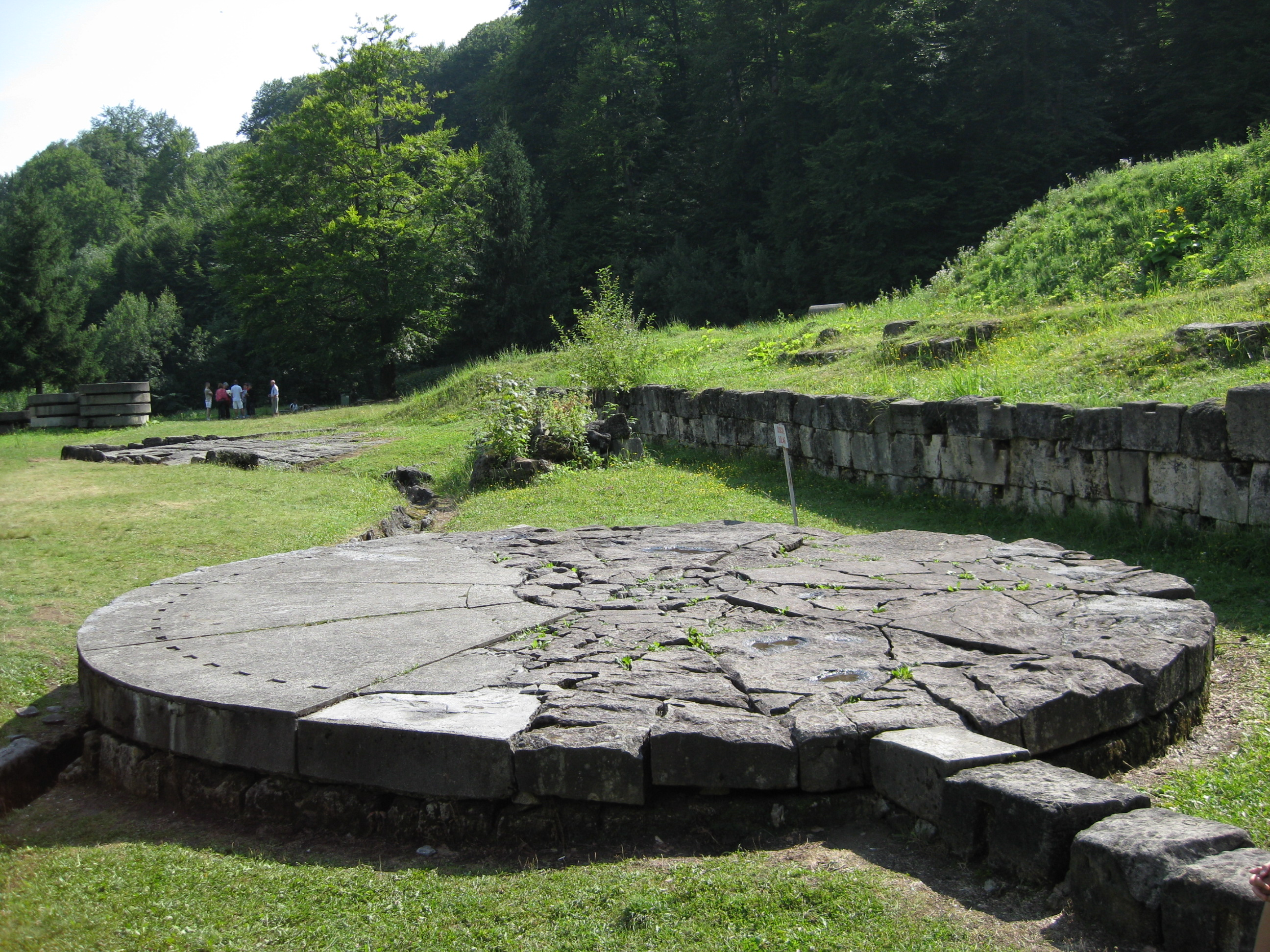
Сонячний диск, Сармизегетуза
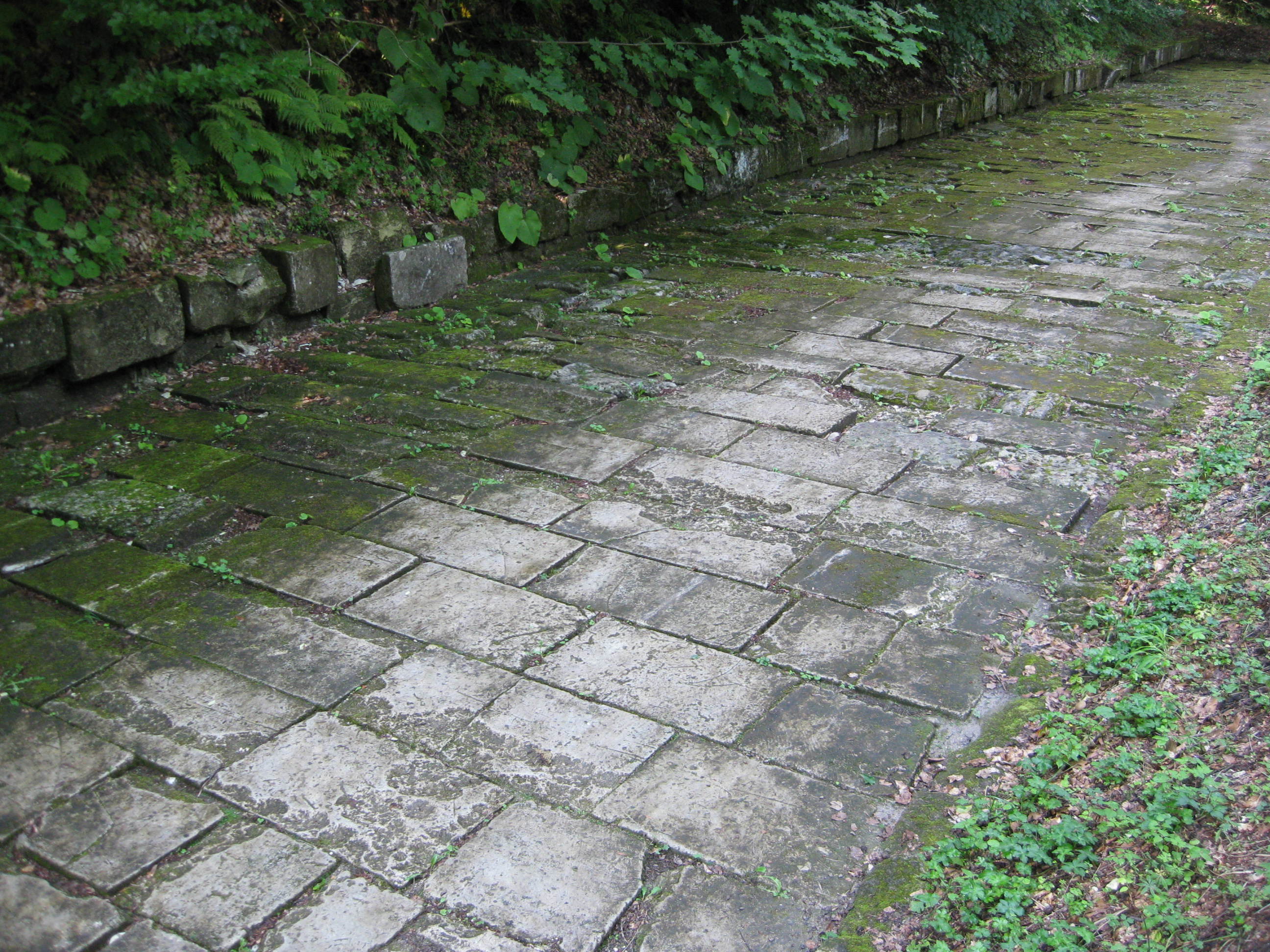
Мощена дакійска дорога, Сармизегетуза
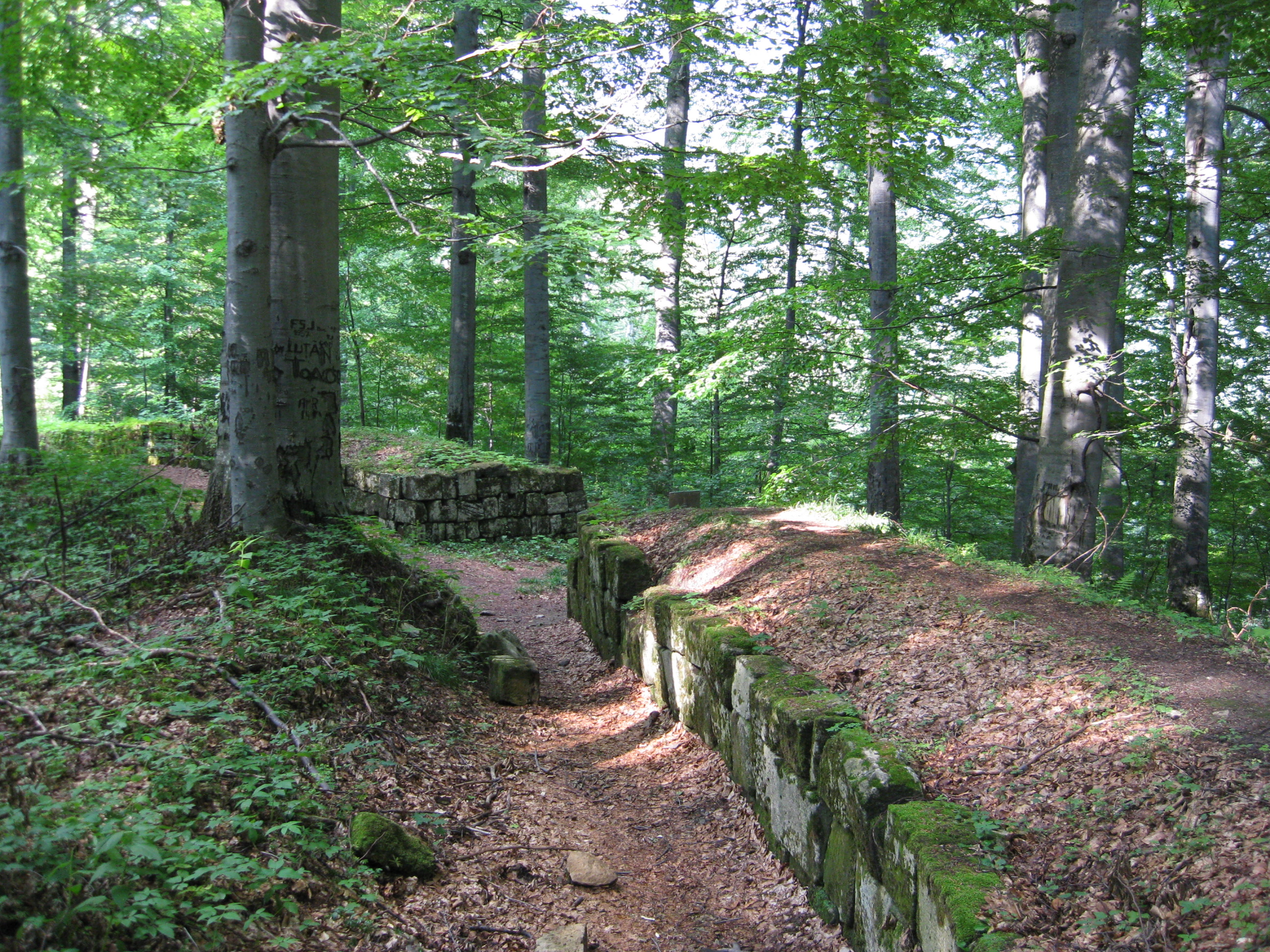
Murus dacicus (оборонні дакійські стіни) - Сармизегетуза
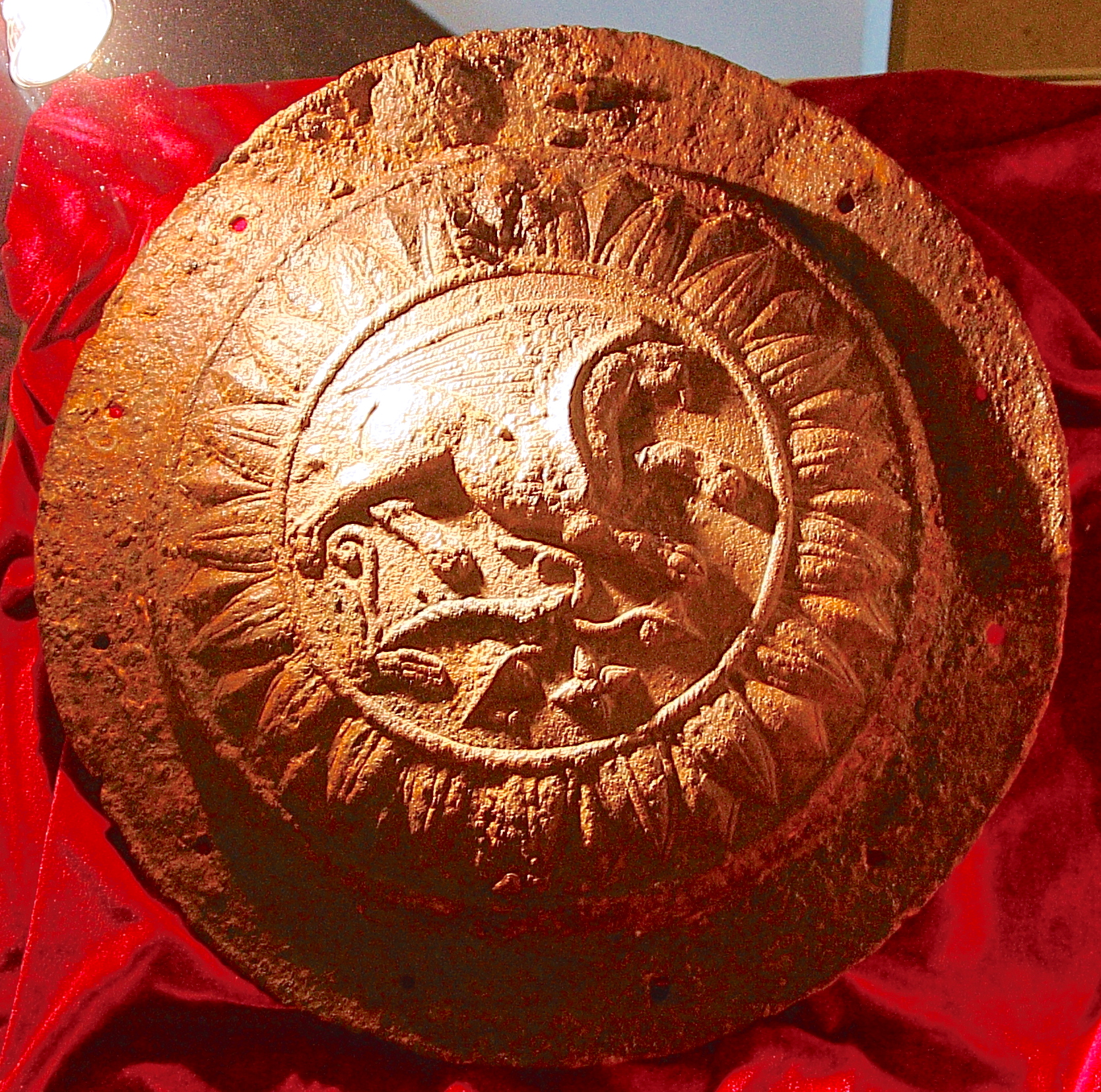
Дакійський артефакт з сайту П'ятра Рошіе.